# Bonnanaro
Bonnanaro (Bunnànnaru in sardo) è un comune italiano di 901 abitanti della città metropolitana di Sassari, nell'antica regione del Meilogu.

## Storia
Significativa la ricchezza del territorio dal punto di vista archeologico; in particolare prende il nome dal paese una specifica facies culturale dell'età del Bronzo antico: la Cultura di Bonnanaro, appunto, caratteristica per le proprie produzioni fittili, architettoniche e per le modalità di seppellimento dei defunti. Le prime tracce di questa particolare facies culturale, diffusa in buona parte della Sardegna vennero rinvenute per la prima, volta, nel 1889 all'interno della necropoli di Corona Moltana, situata a circa due chilometri a sud-est del centro abitato.

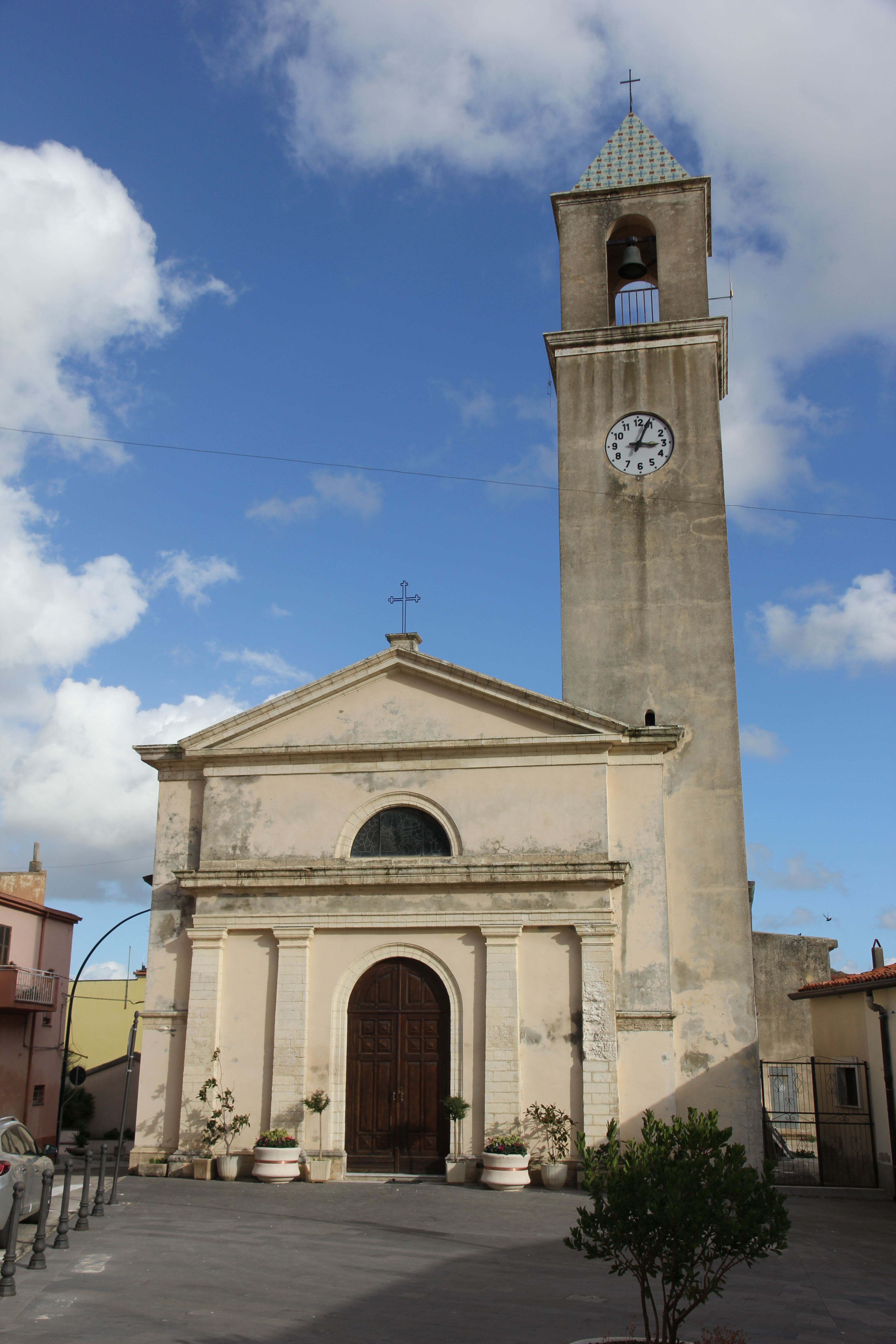
La chiesa di San Giorgio intitolata al patrono del paese.

Il villaggio di Bonnanaro nasce indicativamente intorno all'anno 1000; anticamente si chiamava "Gunar" poi trasformato in "Gunnanor" e attualmente sorge nella vallata tra il monte Pelau e il monte Arana.
Appartenne al giudicato di Torres e fece parte della curatoria di Meiulocu. Alla caduta del giudicato (1259) il paese passò ai Doria, che possedettero nel territorio il castello di Capula e che vendettero nel 1365 al re Pietro IV d'Aragona. Nel XIV secolo furono consegnatari del castello i vescovi di Arborea e di Usellus. Nel 1750 il paese venne incorporato nel marchesato di Valdecalzana, feudo prima dei Martinez e poi dei De Queralt. Nel 1795 partecipò ai moti contro i feudatari guidati da Giovanni Maria Angioy, e i rivoluzionari distrussero il palazzo del feudatario. Nel 1839, con l'abolizione del sistema feudale, il paese fu riscattato agli ultimi feudatari.

### Simboli
Lo stemma e il gonfalone del comune di Bonnanaro sono stati concessi con decreto del presidente della Repubblica del 21 settembre 2011.
Il gonfalone è un drappo di giallo.

## Monumenti e luoghi d'interesse

### Architetture religiose
Il centro storico, dotato di una struttura piuttosto complessa, conserva intatte alcune abitazioni padronali risalenti al XVIII e XIX secolo, oltre alle chiese di Santa Maria Iscalas, recentemente restaurata, Santa Barbara, Santa Croce  e alla parrocchiale di San Giorgio, con la facciata di fattura neoclassica.
Sulla sommità del monte Arana si trova infine la chiesetta omonima, sede di una vivace festa campestre il 7 settembre di ogni anno: Nostra Signora di Monte Arana. Il piccolo edificio, quasi completamente diroccato fino a pochi anni or sono, è stato recentemente restaurato. Circondato da ambienti destinati ad ospitare i pellegrini, prospetta su un vasto piazzale affacciato sulla valle dei Nuraghi che offre ai visitatori uno dei più suggestivi panorami della zona.

Poco distante, in prossimità del nuraghe Nieddu, si trova in grave stato di abbandono la settecentesca chiesa di San Basilio.

## Società

### Evoluzione demografica
Abitanti censiti

### Lingue e dialetti

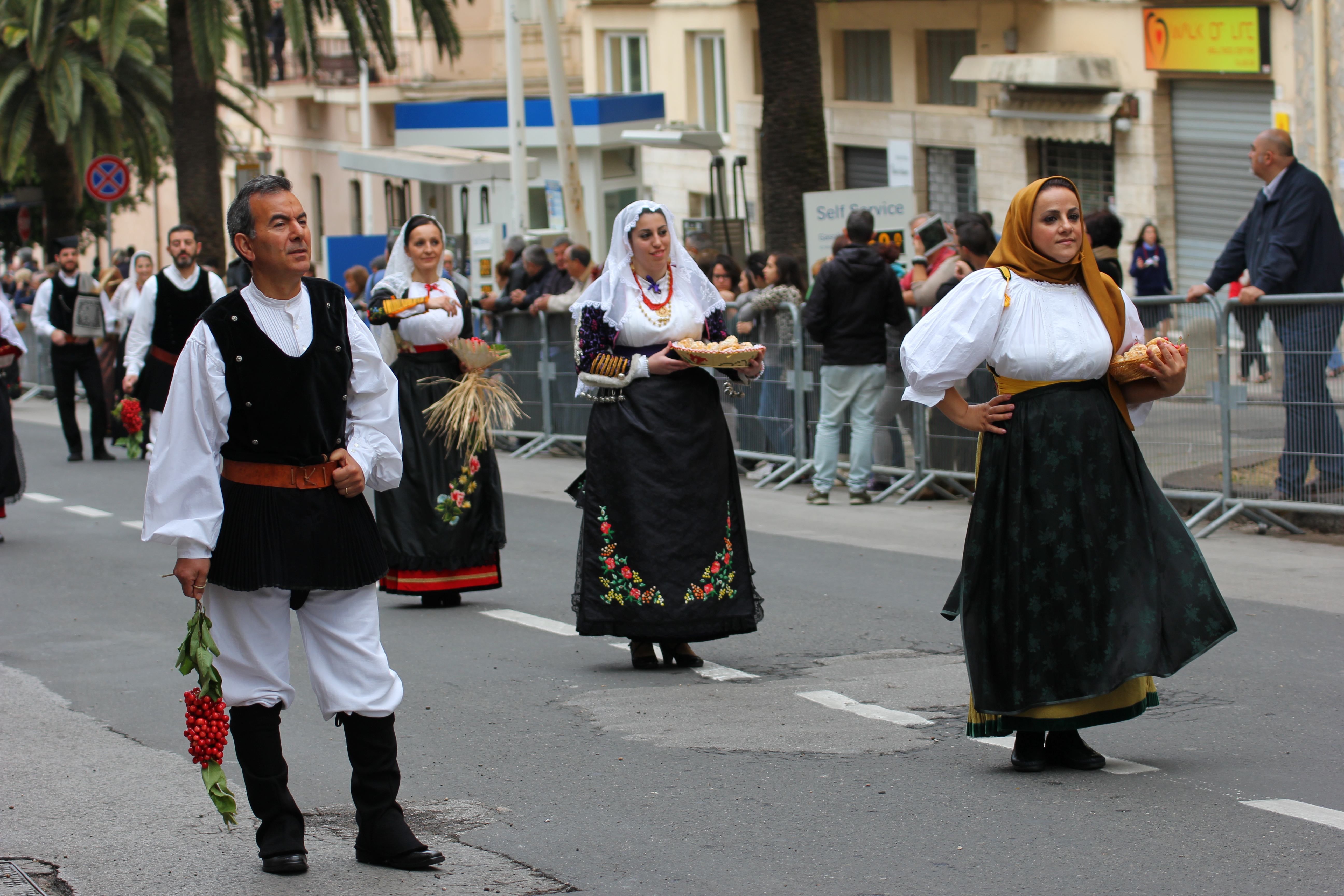
Abiti tradizionali

La variante del sardo parlata a Bonnanaro è quella logudorese settentrionale.

## Economia
Il centro, di tradizione prevalentemente agricola, deve la sua fama alla coltivazione della vite e soprattutto delle ciliegie, la cui fiera che si svolge generalmente all'inizio di giugno, costituisce ogni anno fonte di richiamo turistico. La coltivazione della vite è di origine antichissima, nel territorio si trovano alcune tipologie di uva da vino estremamente rare, attualmente in studio presso l'Università di Sassari. Il vino prodotto a Bonnanaro gode di notevole fama all'interno dell'isola e ha ricevuto alcuni premi a livello nazionale.

## Amministrazione
| Periodo         | Periodo         | Primo cittadino        | Partito                              | Carica  | Note   |
| --------------- | --------------- | ---------------------- | ------------------------------------ | ------- | ------ |
| 23 aprile 1995  | 16 aprile 2000  | Giovanni Maria Soro    | liste civiche di centro-sinistra     | Sindaco | [ 6 ]  |
| 16 aprile 2000  | 8 maggio 2005   | Giovanni Maria Soro    | lista civica                         | Sindaco | [ 7 ]  |
| 8 maggio 2005   | 30 maggio 2010  | Francesco Fabio Chessa | lista civica                         | Sindaco | [ 8 ]  |
| 30 maggio 2010  | 31 maggio 2015  | Mario Francesco Spanu  | lista civica "Un Paese in Comune"    | Sindaco | [ 9 ]  |
| 31 maggio 2015  | 26 ottobre 2020 | Antonio Marras         | lista civica "Bonnanaro Insieme"     | Sindaco | [ 10 ] |
| 26 ottobre 2020 | in carica       | Giovanni Antonio Carta | lista civica "Insieme per Bonnanaro" | Sindaco | [ 11 ] |

## Sport

### Calcio
La Polisportiva Bonnanaro veniva fondata nel 1954 e vanta come massimo risultato la disputa di alcuni campionati regionali di prima categoria nei primi anni 70. Dopo diversi anni di assenza dai campionati regionali, nel 2019 è stata creata l'A.S.D. Bonnanaro 2019 che dopo aver vinto il proprio girone nel campionato regionale di terza categoria nella stagione 2023/24, milita ora ora nel campionato regionale di seconda categoria. I colori sociali sono il rosso e il blu.